# Tafelberg-Nationalpark
Der Tafelberg-Nationalpark (englisch Table Mountain National Park, TMNP) ist ein Nationalpark in der Provinz Westkap in Südafrika und UNESCO-Welterbe.

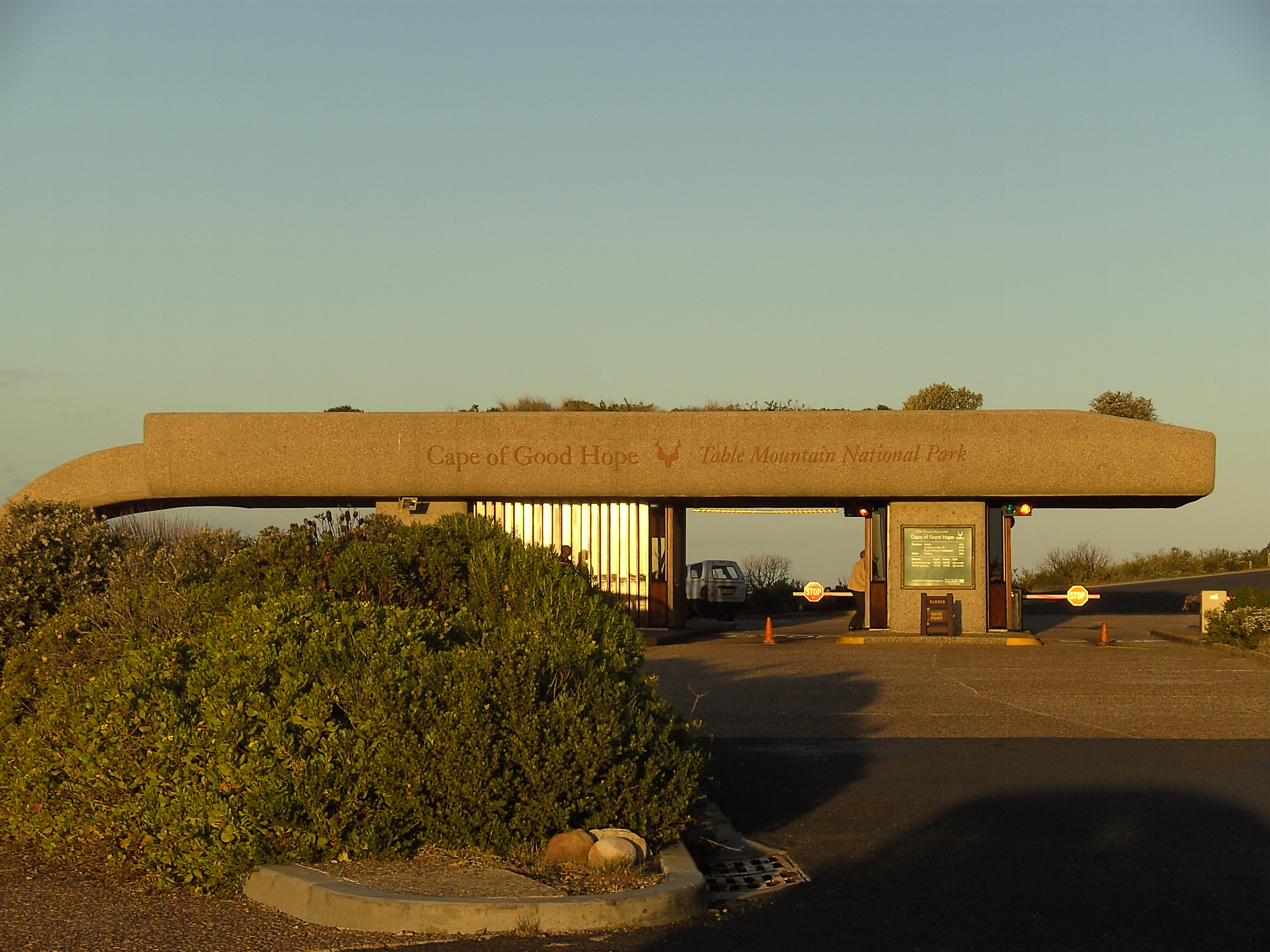
Der Eingang zum Kap der Guten Hoffnung im Tafelberg-Nationalpark

An der Südwestspitze von Afrika gelegen, umfasst der Tafelberg-Nationalpark die vom Tafelberg in Kapstadt nach Süden verlaufende Gebirgsszenerie, die sich vom Signal Hill im Norden bis zum Cape Point im Süden auf der Kap-Halbinsel erstreckt. Die schmale Landzunge mit ihren Tälern, Buchten und Stränden wird umrahmt vom Atlantik im Westen und den wärmeren Gewässern der False Bay im Osten. Zwei weltbekannte Sehenswürdigkeiten liegen innerhalb des Parkareals: der Tafelberg und das Kap der Guten Hoffnung. Die Kap-Halbinsel gehört nur teilweise zum Nationalpark.
Der Park ist für seine vielseitigen landschaftlichen Attraktionen bekannt, wie die reiche, vielfältige und einzigartige Fauna und Flora, die Landschaft mit ihren schroffen Klippen, steilen Hängen und Sandbänken, aber auch für Geschichte, Kultur und Freizeitmöglichkeiten.
Nahezu überall haben Besucher freien Zutritt zum Park; am Kap der Guten Hoffnung, bei Boulders Beach und im Silvermine Nature Reserve werden jedoch Eintrittsgebühren erhoben.
Ab 18. April 2021 ereignete sich ein verheerender Brand im Bereich des Nationalparks, mit nachteiligen Wirkungen für Einwohner der umgebenden Stadtteile sowie großem Sachschaden unter kulturellen und natürlichen Gütern.